# Felipe da Sousa Gomes
Felipe da Sousa Gomes (Rio de Janeiro, 26 aprile 1986) è un atleta paralimpico brasiliano.

## Biografia
Divenuto cieco nel corso dell'infanzia, a causa di alcune malattie congenite e del distacco della retina, fino al 2005 ha praticato vari sport: il goalball, il judo e il futsal a 5 per ciechi. Nel 2005 ha intrapreso la sua carriera di velocista, ma per alcuni anni ha avuto molti infortuni che hanno pregiudicato spesso la sua partecipazione ai principali eventi sportivi.
Dopo una partecipazione deludente alle Paralimpiadi di Pechino e un ulteriore infortunio nel 2011, ha finalmente trovato un massaggiatore in grado di intervenire in modo radicale e i risultati hanno premiato entrambi: due medaglie ai Giochi di Londra, numerose vittorie ai mondiali a Lione nel 2013 e a Doha nel 2015 e quattro medaglie alle Paralimpiadi di Rio de Janeiro, una per ogni gara disputata, impresa mai raggiunta da un atleta brasiliano in precedenza.
In segno di gratitudine, gli sono state intitolate due scuole, la seconda proprio nella sua città, a Rio de Janeiro. La sua determinazione a partecipare a un'altra edizione delle Paralimpiadi (dopo altre lusinghiere prove ai Mondiali 2019 a Dubai e ai Parapanamericani di Lima in Perù), lo ha portato ad installare sul tetto della casa della suocera un tapis roulant per potersi allenare durante la pandemia da Covid-19. È sposato con l'atleta ipovedente Viviane Ferreira Soares.

## Palmarès
| Anno | Manifestazione       | Sede           | Evento          | Risultato | Prestazione | Note |
| ---- | -------------------- | -------------- | --------------- | --------- | ----------- | ---- |
| 2006 | Mondiali paralimpici | Assen          | 4×100 m T11/T13 | Argento   | 44"32       |      |
| 2008 | Giochi paralimpici   | Pechino        | 100 m piani T11 | 8º        | 11"72       |      |
| 2012 | Giochi paralimpici   | Londra         | 100 m piani T11 | Bronzo    | 11"27       |      |
| 2012 | Giochi paralimpici   | Londra         | 200 m piani T11 | Oro       | 22"97       |      |
| 2013 | Mondiali paralimpici | Lione          | 100 m piani T11 | Argento   | 11"68       |      |
| 2015 | Mondiali paralimpici | Doha           | 100 m piani T11 | Argento   | 11"28       |      |
| 2015 | Mondiali paralimpici | Doha           | 200 m piani T11 | Oro       | 22"83       |      |
| 2016 | Giochi paralimpici   | Rio de Janeiro | 100 m piani T11 | Argento   | 11"08       |      |
| 2016 | Giochi paralimpici   | Rio de Janeiro | 200 m piani T11 | Argento   | 22"52       |      |
| 2016 | Giochi paralimpici   | Rio de Janeiro | 400 m piani T11 | Argento   | 50"38       |      |
| 2016 | Giochi paralimpici   | Rio de Janeiro | 4×100 m T11-T13 | Oro       | 42"37       |      |
| 2019 | Mondiali paralimpici | Dubai          | 100 m piani T11 | Bronzo    | 11"14       |      |
| 2019 | Mondiali paralimpici | Dubai          | 400 m piani T11 | Bronzo    | 51"54       |      |
| 2021 | Giochi paralimpici   | Tokyo          | 100 m piani T11 | 8°        | 11"68       |      |
| 2021 | Giochi paralimpici   | Tokyo          | 400 m piani T11 | 6°        | 53"58       |      |